# مراجعة خاصة
المراجعة الخاصة المعروفة سابقًا باسم الافتراض القابل للدحض ضد التسجيل (RPAR) هي عملية تنظيمية في الولايات المتحدة يتمُّ من خلالها إحالة مبيدات الآفات الحاليّة التي يُشتبه في أنها تُشكّل مخاطر على صحّة الإنسان أو الكائنات الحية بصفة عامّة والتي يجري تقييمها من قِبل وكالة حماية البيئة في المنطقة المعنيّة. تتطلّبُ هذه المراجعة تحليلاً مكثفًا للمخاطر/الفوائد مع فرصة للتعليق العام. إذا تبيَّنَ أن المخاطر تفوق الفوائد الاجتماعية والاقتصادية، فيمكن الشروع حينها في الإجراءات التنظيمية التي تتراوح من مراجعات الملصقات وتقييد الاستخدام إلى الإلغاء أو تعليق التسجيل.